# Napoleon Games Cycling Cup 2016
De Napoleon Games Cycling Cup 2016 was de eerste editie van dit regelmatigheidscriterium in het Belgische wielrennen. In totaal werden er tien wedstrijden verenigd in één klassement. De eerste wedstrijd was Le Samyn op 2 maart, de Nationale Sluitingsprijs op 11 oktober was de laatste. De Belg Timothy Dupont won het eindklassement.
De wedstrijden werden live uitgezonden op VTM,  RTBF en Eurosport.

## Uitslagen
| Datum        | Wedstrijd                    | Winnaar           | Ploeg               | Leider in het klassement | Leider ploegenklassement |
| ------------ | ---------------------------- | ----------------- | ------------------- | ------------------------ | ------------------------ |
| 2 maart      | Le Samyn                     | Niki Terpstra     | Etixx-Quick Step    | Niki Terpstra            | Lotto NL-Jumbo           |
| 18 maart     | Handzame Classic             | Erik Baška        | Tinkoff             | Niki Terpstra            | Lotto NL-Jumbo           |
| 4 juni       | Heistse Pijl                 | Dylan Groenewegen | Lotto NL-Jumbo      | Dylan Groenewegen        | Lotto NL-Jumbo           |
| 22 juni      | Halle-Ingooigem              | Dries De Bondt    | Veranda's Willems   | Dylan Groenewegen        | Etixx-Quick Step         |
| 5 augustus   | Dwars door het Hageland      | Niki Terpstra     | Etixx-Quick Step    | Niki Terpstra            | Etixx-Quick Step         |
| 21 augustus  | Grote Prijs Jef Scherens     | Dimitri Claeys    | Wanty-Groupe Gobert | Niki Terpstra            | Lotto Soudal             |
| 16 september | Kampioenschap van Vlaanderen | Timothy Dupont    | Veranda's Willems   | Dries De Bondt           | Wanty-Groupe Gobert      |
| 2 oktober    | Eurométropole Tour           | Dylan Groenewegen | Team LottoNL-Jumbo  | Dylan Groenewegen        | Team LottoNL-Jumbo       |
| 4 oktober    | Binche-Chimay-Binche         | Arnaud Démare     | FDJ                 | Dylan Groenewegen        | Lotto Soudal             |
| 11 oktober   | Nationale Sluitingsprijs     | Roy Jans          | Wanty-Groupe Gobert | Timothy Dupont           | Lotto Soudal             |

## Eindklassementen

### Algemeen klassement
| Nmr. | Wielrenner        | Ploeg                       | Punten |
| ---- | ----------------- | --------------------------- | ------ |
| 1    | Timothy Dupont    | Veranda's Willems           | 373    |
| 2    | Dylan Groenewegen | Lotto NL-Jumbo              | 330    |
| 3    | Dries De Bondt    | Veranda's Willems           | 264    |
| 4    | Amaury Capiot     | Topsport Vlaanderen-Baloise | 248    |
| 5    | Florian Sénéchal  | Cofidis                     | 244    |
| 6    | Niki Terpstra     | Etixx-Quick Step            | 234    |
| 7    | Dimitri Claeys    | Wanty-Groupe Gobert         | 183    |
| 8    | Sean De Bie       | Lotto Soudal                | 178    |
| 9    | Roy Jans          | Wanty-Groupe Gobert         | 151    |
| 10   | Fernando Gaviria  | Etixx-Quick Step            | 143    |

### Jongerenklassement
| Nmr. | Wielrenner       | Ploeg                            | Punten |
| ---- | ---------------- | -------------------------------- | ------ |
| 1    | Fernando Gaviria | Etixx-Quick Step                 | 378    |
| 2    | Nils Politt      | Team Katjoesja                   | 225    |
| 3    | Arjen Livyns     | Veranda's Willems                | 213    |
| 4    | Jimmy Duquennoy  | Wallonie Bruxelles-Group Protect | 194    |
| 5    | Tiesj Benoot     | Lotto Soudal                     | 185    |
| 6    | Wout van Aert    | Crelan-Vastgoedservice           | 175    |
| 7    | Aksel Nõmmela    | Leopard Pro Cycling              | 172    |
| 8    | Franck Bonnamour | Fortuneo-Vital Concept           | 135    |
| 9    | Rayane Bouhanni  | Cofidis                          | 124    |
| 10   | Alexander Geuens | Crelan-Vastgoedservice           | 122    |

### Ploegenklassement
| Nmr. | Ploeg                            | Punten |
| ---- | -------------------------------- | ------ |
| 1    | Lotto Soudal                     | 69     |
| 2    | Lotto NL-Jumbo                   | 58     |
| 3    | Wanty-Groupe Gobert              | 50     |
| 4    | Etixx-Quick Step                 | 46     |
| 5    | Veranda's Willems                | 39     |
| 6    | Crelan-Vastgoedservice           | 29     |
| 7    | Topsport Vlaanderen-Baloise      | 28     |
| 8    | Wallonie Bruxelles-Group Protect | 26     |
| 9    | Roompot-Oranje Peloton           | 24     |
| 10   | Cofidis                          | 24     |

2016 ·  2017 ·  2018 · 2019 · 2020 · 2021 · 2022 · 2023 · 2024 · 2025